# Péter magyar király
Velencei vagy Orseolo Péter (németül: Peter Orseolo, olaszul: Pietro Orseolo; Velence, 1010 vagy 1011 – Székesfehérvár, 1046 vagy 1059. augusztus 30.) Magyarország királya 1038 és 1041, valamint 1044 és 1046 között. Apja Orseolo Ottó velencei dózse, anyja I. István nővére Árpád-házi Ilona. Miután I. István fia, Imre herceg 1031-ben meghalt, a király Pétert tette örökösévé. Belharcokkal teli uralkodása alatt Magyarország formailag a Német-római Birodalom hűbéresévé vált, és megalapozta a császárok későbbi igényeit. Főleg emiatt a mai napig az egyik legnegatívabb megítélésű magyar uralkodó.

## Élete

### Származása és útja a trónig
Az itáliai Velencében született a huszonhetedik velencei dózse, Orseolo Ottó és föltételezhetően I. István (talán Ilona nevű) testvérének 1009-ben kötött házasságából. Születési dátumaként általában az 1010-es vagy 1011-es évet jelölik meg. Édesanyja nevét sem lehet biztosan tudni, az írók felváltva Gizellának, Ilonának vagy Máriának nevezik. 1026-ban II. Konrád német-római császár kezdeményezésére apját, Ottót megfosztották hatalmától. Ottó a bizánci Konstantinápolyba menekült, Péter és húga, Frozza viszont anyjukkal Magyarországon talált menedéket. A magyar urak mindvégig idegennek tekintették és „Velencei Péter” néven említették már ekkor, majd később, magyar királyként is.
István nagyon kedvelte unokaöccsét, és hadainak egyik vezérévé is megtette, majd amikor fia, Imre herceg 1031-ben egy vadászbalesetben életét vesztette, trónjának örökösévé is kinevezte. István választása azért esett unokaöccsére, mert benne látta a nyugat-európai keresztény irány folytatását. Nem látta előre, hogy az örökös kijelölésével polgárháborúba taszítja az országot.
István apja testvérének fiait, Vazult és Szár Lászlót azért nem vette számításba, mert László még mindig pogány volt, Vazul pedig bizánci rítusú keresztény. Döntése azonban Vazulból elégedetlenséget váltott ki, és kevéssel 1031 előtt merényletet követett el István ellen. Ő nem ítélte halálra a lázadó Vazult, de uralkodásra alkalmatlanná tette azzal, hogy megvakíttatta és fülébe forró ólmot öntetett. Vazul fiai – Levente, András és Béla – ellen elfogatási parancsot adott ki, mire azok elmenekültek az országból. István megeskette Pétert, hogy neki engedelmeskedik és feleségét, Gizellát pedig tiszteletben tartja, javait nem károsítja és mindenkivel szemben megvédi, hiszen érezte a kettejük közti feszültséget, amit az válthatott ki leginkább, hogy Gizella nem szívesen látta a saját fia helyére kerülő Pétert. István még halálos ágyán is Péter utódlásáról tárgyalt az előkelőkkel.[forrás?]

### Első uralkodása (1038–1041)
Péter 1038 nyárutóján követte Istvánt a trónon. Törvényeket alkotott, okleveleket adott ki – bár ezek nem maradtak ránk. Pénzt veretett, adót szedett, folytatta a kereszténység meghonosítását és elmélyítését. Óbudán templomot és káptalant alapított, Pécsett székesegyházat emeltetett. Az országban azonban idegenként tekintettek rá, és a magyar nemesség jó része nem fogadta el királyságát. Péter püspököket nevezett ki (vagyis a korábbiakat leváltotta), a várakban olasz és német katonákat állomásoztatott, a magyar főurakat kizárta a kormányzásból.  Amikor ezt felrótták neki, a 13. század végi Gesta Hungarorum szerint ezt válaszolta: „valamennyi birót, tekintetes urat, századost, országnagyot és méltóságot németekből és olaszokból teszek, és Magyarország földjét idegenekkel töltve be a németeknek adom birodalmúl.”
Az 1038 és 1041 közötti időszakban aktív külpolitikát folytatott. Fő célja a két szomszédos nagyhatalom, a Német-római Birodalom és a Bizánci Császárság gyengítése volt. 1039 és 1040 telén, a német-római császár elleni háborúskodás során sógora, Adalbert osztrák őrgróf területeit is feldúlta. 1040 nyarán három sereget küldött az új német uralkodóval, III. Henrikkel harcoló cseh fejedelem, I. Bretiszláv segítségére, és így a magyarral kiegészült cseh erők győzelmet arattak. Támogatta a lengyelek függetlenségi törekvéseit, és segítséget nyújtott a Bizánc ellen felkelt bolgár hadakat vezető Delján Péternek is.
Ezek e külpolitikai törekvései messze túlhaladták az ország lehetőségeit. A döntéshozatalban mellőzte a királyi tanácsot; az ellene fellépő főurakat kizáratta és helyükre saját híveit ültette — főleg németeket és olaszokat. A tanácsból kitiltott urak között volt Aba Sámuel is. Az egyházi ügyekbe is beleszólt, két püspököt is eltávolított hivatalából. Istvánnak tett ígérete ellenére Gizellát birtokainak nagy részétől megfosztotta, és saját kezelése alá vonta, az özvegy királynét pedig Veszprémben tartotta házi őrizetben. Kegyeltjei között volt egy Budo nevű, feltehetően német származású férfi is. A mellőzött hazai urak és Gizella együtt léptek fel: a király rossz szellemének tartott Budo száműzését követelték. Péter erre nem volt hajlandó, mire a lázadók Budót meggyilkolták, két fiát pedig megvakították. Elszántságukat látva az uralkodó 1041 szeptemberében elmenekült az országból, a főurak pedig Aba Sámuelt ültették helyére.

### Második uralkodása (1044–1046)

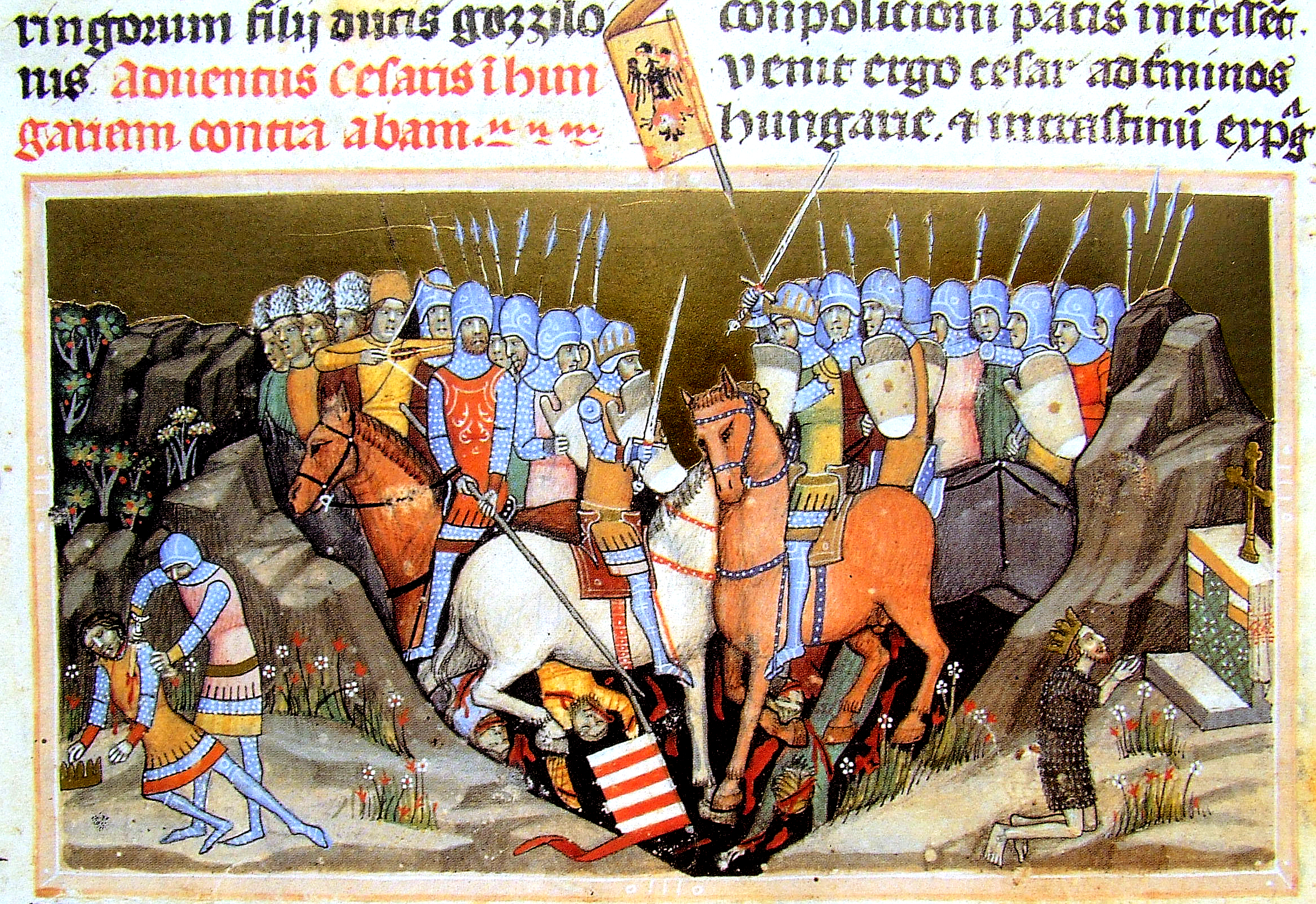
A ménfői csata

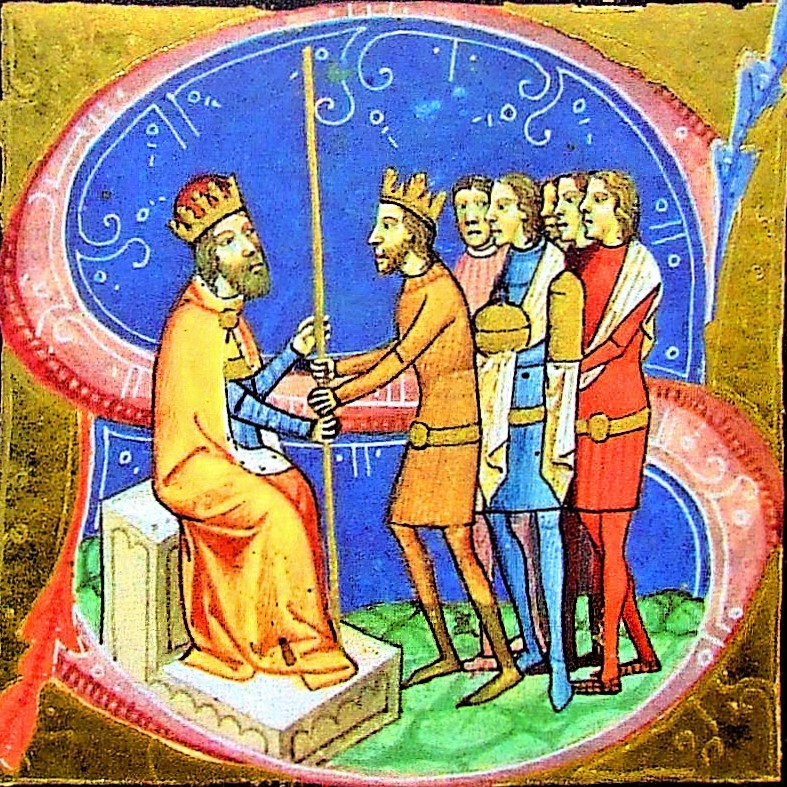
Péter király hűbérül adja az országot III. Henrik császárnak (Képes krónika)

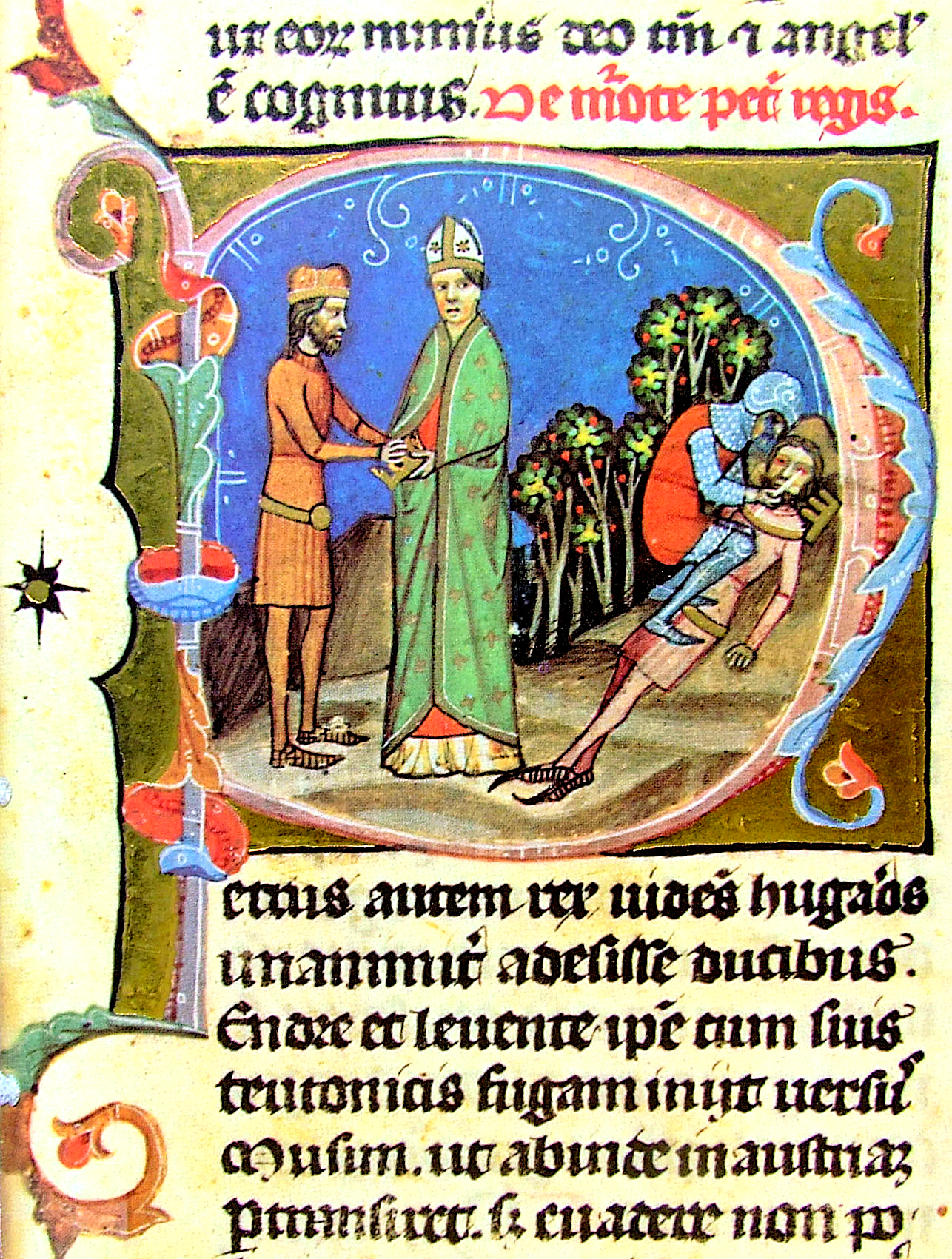
András herceg fogadása és Péter megvakítása (Képes krónika)

Péter kényszerűségből a korábbi ellenfeléhez, III. Henrik német-római császárhoz menekült, aki biztosította őt támogatásáról, mivel Magyarországot egyébként is hűbéri területének tekintette. Aba Sámuel attól tartva, hogy az elűzött király visszatér, 1042-ben betört az osztrák őrgrófságba. Emiatt a magyarok és a németek között hároméves háborúskodás kezdődött, amiben Péter személyesen is részt vett. A németek Aba Sámuel betörésére még az év őszén feleltek, megtorló hadjáratba kezdtek. Aba tudta, hogy nincs esélye a németek ellen, és lemondott területekről és a foglyokról. Az 1044. július 5-i ménfői csatában Sámuel királyt elárulták, vereséget szenvedett, és meggyilkolták. Ezután III. Henrik Székesfehérvárott személyesen ültette trónra Pétert 1044 júliusában, jelezve ezzel a megváltozott erőviszonyokat. A segítségért cserébe persze Henrik viszonzást várt. Először életbe léptette a német jogot, amivel egyértelműen elhagyta az istváni utat. 1045 pünkösdjén a császár újra Magyarországra jött, Péter pedig jelképesen, egy aranyozott lándzsa formájában átadta az országot Henriknek, ezzel a Német-római Császárság hűbéresévé téve azt. A császár a lándzsát és a koronát Rómába vitette. Közben István király özvegye, Gizella is elhagyta az országot, és visszatért szülőföldjére, Bajorországba. Péter a legfőbb tisztségekbe újra idegeneket helyezett.
Ettől helyzete újra megromlott; már 1045-ben két merényletet is szerveztek ellene. Az egyiket sikerült leleplezni. Ebben Prokuj gyula fiai Boja (Bolya, Bua) és Bonyha (Bunha) magyarországi birtokosok szövetkeztek Viskével, egy korábbi bizalmi emberrel egy Péter király elleni összeesküvésben, ezért kínpadon végezték. A másik csoport Szent Gellért csanádi püspök vezetésével Vazul fiainak ajánlotta fel a trónt. Gellért több más püspökkel elindult András és Levente fogadására. Közben 1046 nyarán kitört a Vata-féle pogánylázadás, ami gyorsan tovaterjedt a Körösök vidékéről. Ennek a felkelésnek a vezetői Abaújvárott találkoztak a hazatérő András és Levente hercegekkel 1046 szeptemberében. A lázadók azt követelték tőlük, hogy visszatérhessenek pogány hitükhöz. A hercegek ebbe számításból beleegyeztek, hiszen különben nem tudhatták volna maguk mellett a pogány csapatokat a Péter elleni harcban. András és az idősebb, pogány hitű Levente áldását adta a keresztények és Péter támogatóinak, kegyenceinek kiirtására. Ennek esett áldozatául később Gellért is.
Péter ismét megpróbált elmenekülni az országból, Augsburgnál pedig már gyülekeztek a segítségére érkező császári csapatok. A határon érte utol András követe, aki tárgyalni hívta. Péternek nem volt más választása, hiszen a határt már a pogány lázadók felügyelték. A visszafelé tartó királyt Zámoly falunál András emberei megpróbálták elfogni, de Péter kevés hívével egy udvarházba zárkózott, és három napig elszántan védekezett. Miután kísérői az egyenlőtlen harcban elestek, Péter is fogságba került, és 1046 októberében megfosztották szeme világától, hogy az uralkodásra alkalmatlanná tegyék.

### Halála
Halálával kapcsolatban ellentmondásosak a források. Az egyik verzió szerint 1046-ban, nem sokkal megvakíttatása után, Székesfehérvárott halt meg. A másik szerint viszont még összeházasodott a cseh fejedelem, Bretiszláv özvegyével, Schweinfurti Judittal, majd 1059. augusztus 30-án halt meg Székesfehérvárott. Utódairól nem tudunk. Holttestét az általa építtetett pécsi Szent Péter- és Szent Pál-székesegyházban helyezték örök nyugalomra. Feltételezett első sírhelyét 1782-ben  találták meg egy ókeresztény sírkamrában.

## Családfa
|  |  |           |           |           |           |           |           |  |  |       |       |       |       | II. Gyula | II. Gyula | II. Gyula | II. Gyula | II. Gyula  | II. Gyula  |            |            |            |            |           |           |      |      |      |      |         |         | Taksony | Taksony | Taksony | Taksony | Taksony | Taksony |       |       |       |       | Ismeretlen | Ismeretlen | Ismeretlen | Ismeretlen | Ismeretlen | Ismeretlen |         |         |         |         |  |  |           |           |           |           |           |           |  |  |         |         |         |         |         |         |  |  |  |  |  |  |  |  |  |  |  |  |  |  |  |  |
|  |  |           |           |           |           |           |           |  |  |       |       |       |       | II. Gyula | II. Gyula | II. Gyula | II. Gyula | II. Gyula  | II. Gyula  |            |            |            |            |           |           |      |      |      |      |         |         | Taksony | Taksony | Taksony | Taksony | Taksony | Taksony |       |       |       |       | Ismeretlen | Ismeretlen | Ismeretlen | Ismeretlen | Ismeretlen | Ismeretlen |         |         |         |         |  |  |           |           |           |           |           |           |  |  |         |         |         |         |         |         |  |  |  |  |  |  |  |  |  |  |  |  |  |  |  |  |
|  |  |           |           |           |           |           |           |  |  |       |       |       |       |           |           |           |           |            |            |            |            |            |            |           |           |      |      |      |      |         |         |         |         |         |         |         |         |       |       |       |       |            |            |            |            |            |            |         |         |         |         |  |  |           |           |           |           |           |           |  |  |         |         |         |         |         |         |  |  |  |  |  |  |  |  |  |  |  |  |  |  |  |  |
|  |  |           |           |           |           |           |           |  |  |       |       |       |       |           |           |           |           |            |            |            |            |            |            |           |           |      |      |      |      |         |         |         |         |         |         |         |         |       |       |       |       |            |            |            |            |            |            |         |         |         |         |  |  |           |           |           |           |           |           |  |  |         |         |         |         |         |         |  |  |  |  |  |  |  |  |  |  |  |  |  |  |  |  |
|  |  | II. Péter | II. Péter | II. Péter | II. Péter | II. Péter | II. Péter |  |  |       |       |       |       | Sarolt    | Sarolt    | Sarolt    | Sarolt    | Sarolt     | Sarolt     |            |            |            |            | Géza      | Géza      | Géza | Géza | Géza | Géza |         |         |         |         |         |         |         |         |       |       |       |       |            |            |            |            |            |            |         |         |         |         |  |  |           |           |           |           |           |           |  |  | Mihály  | Mihály  | Mihály  | Mihály  | Mihály  | Mihály  |  |  |  |  |  |  |  |  |  |  |  |  |  |  |  |  |
|  |  | II. Péter | II. Péter | II. Péter | II. Péter | II. Péter | II. Péter |  |  |       |       |       |       | Sarolt    | Sarolt    | Sarolt    | Sarolt    | Sarolt     | Sarolt     |            |            |            |            | Géza      | Géza      | Géza | Géza | Géza | Géza |         |         |         |         |         |         |         |         |       |       |       |       |            |            |            |            |            |            |         |         |         |         |  |  |           |           |           |           |           |           |  |  | Mihály  | Mihály  | Mihály  | Mihály  | Mihály  | Mihály  |  |  |  |  |  |  |  |  |  |  |  |  |  |  |  |  |
|  |  |           |           |           |           |           |           |  |  |       |       |       |       |           |           |           |           |            |            |            |            |            |            |           |           |      |      |      |      |         |         |         |         |         |         |         |         |       |       |       |       |            |            |            |            |            |            |         |         |         |         |  |  |           |           |           |           |           |           |  |  |         |         |         |         |         |         |  |  |  |  |  |  |  |  |  |  |  |  |  |  |  |  |
|  |  |           |           |           |           |           |           |  |  |       |       |       |       |           |           |           |           |            |            |            |            |            |            |           |           |      |      |      |      |         |         |         |         |         |         |         |         |       |       |       |       |            |            |            |            |            |            |         |         |         |         |  |  |           |           |           |           |           |           |  |  |         |         |         |         |         |         |  |  |  |  |  |  |  |  |  |  |  |  |  |  |  |  |
|  |  | Ottó      | Ottó      | Ottó      | Ottó      | Ottó      | Ottó      |  |  |       |       | Ilona | Ilona | Ilona     | Ilona     | Ilona     | Ilona     |            |            | I. István  | I. István  | I. István  | I. István  | I. István | I. István |      |      |      |      | Gizella | Gizella | Gizella | Gizella | Gizella | Gizella |         |         | Judit | Judit | Judit | Judit | Judit      | Judit      |            |            | Sarolta    | Sarolta    | Sarolta | Sarolta | Sarolta | Sarolta |  |  | Sámuel    | Sámuel    | Sámuel    | Sámuel    | Sámuel    | Sámuel    |  |  | Vazul   | Vazul   | Vazul   | Vazul   | Vazul   | Vazul   |  |  |  |  |  |  |  |  |  |  |  |  |  |  |  |  |
|  |  | Ottó      | Ottó      | Ottó      | Ottó      | Ottó      | Ottó      |  |  |       |       | Ilona | Ilona | Ilona     | Ilona     | Ilona     | Ilona     |            |            | I. István  | I. István  | I. István  | I. István  | I. István | I. István |      |      |      |      | Gizella | Gizella | Gizella | Gizella | Gizella | Gizella |         |         | Judit | Judit | Judit | Judit | Judit      | Judit      |            |            | Sarolta    | Sarolta    | Sarolta | Sarolta | Sarolta | Sarolta |  |  | Sámuel    | Sámuel    | Sámuel    | Sámuel    | Sámuel    | Sámuel    |  |  | Vazul   | Vazul   | Vazul   | Vazul   | Vazul   | Vazul   |  |  |  |  |  |  |  |  |  |  |  |  |  |  |  |  |
|  |  |           |           |           |           |           |           |  |  |       |       |       |       |           |           |           |           |            |            |            |            |            |            |           |           |      |      |      |      |         |         |         |         |         |         |         |         |       |       |       |       |            |            |            |            |            |            |         |         |         |         |  |  |           |           |           |           |           |           |  |  |         |         |         |         |         |         |  |  |  |  |  |  |  |  |  |  |  |  |  |  |  |  |
|  |  |           |           |           |           |           |           |  |  |       |       |       |       |           |           |           |           |            |            |            |            |            |            |           |           |      |      |      |      |         |         |         |         |         |         |         |         |       |       |       |       |            |            |            |            |            |            |         |         |         |         |  |  |           |           |           |           |           |           |  |  |         |         |         |         |         |         |  |  |  |  |  |  |  |  |  |  |  |  |  |  |  |  |
|  |  | Judit     | Judit     | Judit     | Judit     | Judit     | Judit     |  |  | Péter | Péter | Péter | Péter | Péter     | Péter     |           |           | Ismeretlen | Ismeretlen | Ismeretlen | Ismeretlen | Ismeretlen | Ismeretlen |           |           | Imre | Imre | Imre | Imre | Imre    | Imre    |         |         |         |         |         |         |       |       |       |       |            |            |            |            | Levente    | Levente    | Levente | Levente | Levente | Levente |  |  | I. András | I. András | I. András | I. András | I. András | I. András |  |  | I. Béla | I. Béla | I. Béla | I. Béla | I. Béla | I. Béla |  |  |  |  |  |  |  |  |  |  |  |  |  |  |  |  |
|  |  | Judit     | Judit     | Judit     | Judit     | Judit     | Judit     |  |  | Péter | Péter | Péter | Péter | Péter     | Péter     |           |           | Ismeretlen | Ismeretlen | Ismeretlen | Ismeretlen | Ismeretlen | Ismeretlen |           |           | Imre | Imre | Imre | Imre | Imre    | Imre    |         |         |         |         |         |         |       |       |       |       |            |            |            |            | Levente    | Levente    | Levente | Levente | Levente | Levente |  |  | I. András | I. András | I. András | I. András | I. András | I. András |  |  | I. Béla | I. Béla | I. Béla | I. Béla | I. Béla | I. Béla |  |  |  |  |  |  |  |  |  |  |  |  |  |  |  |  |

## Galéria

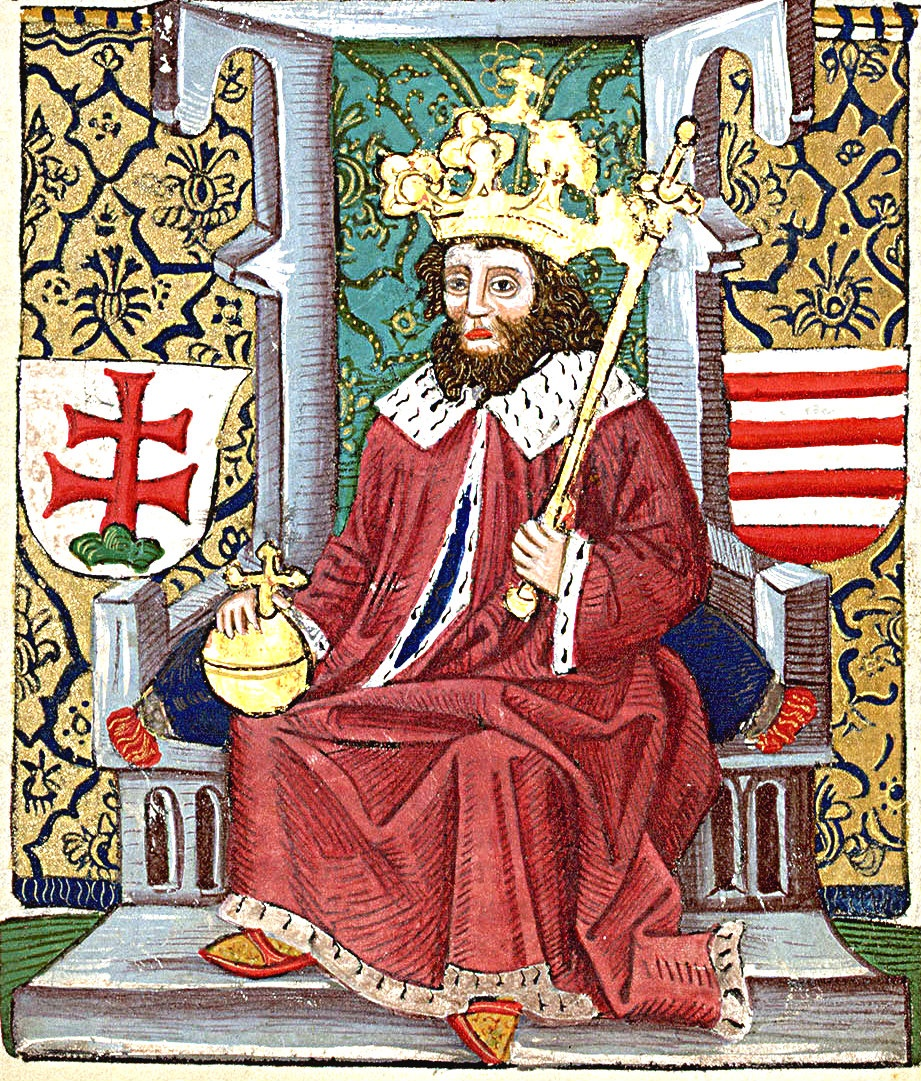
Péter király a trónon (Thuróczi-krónika)
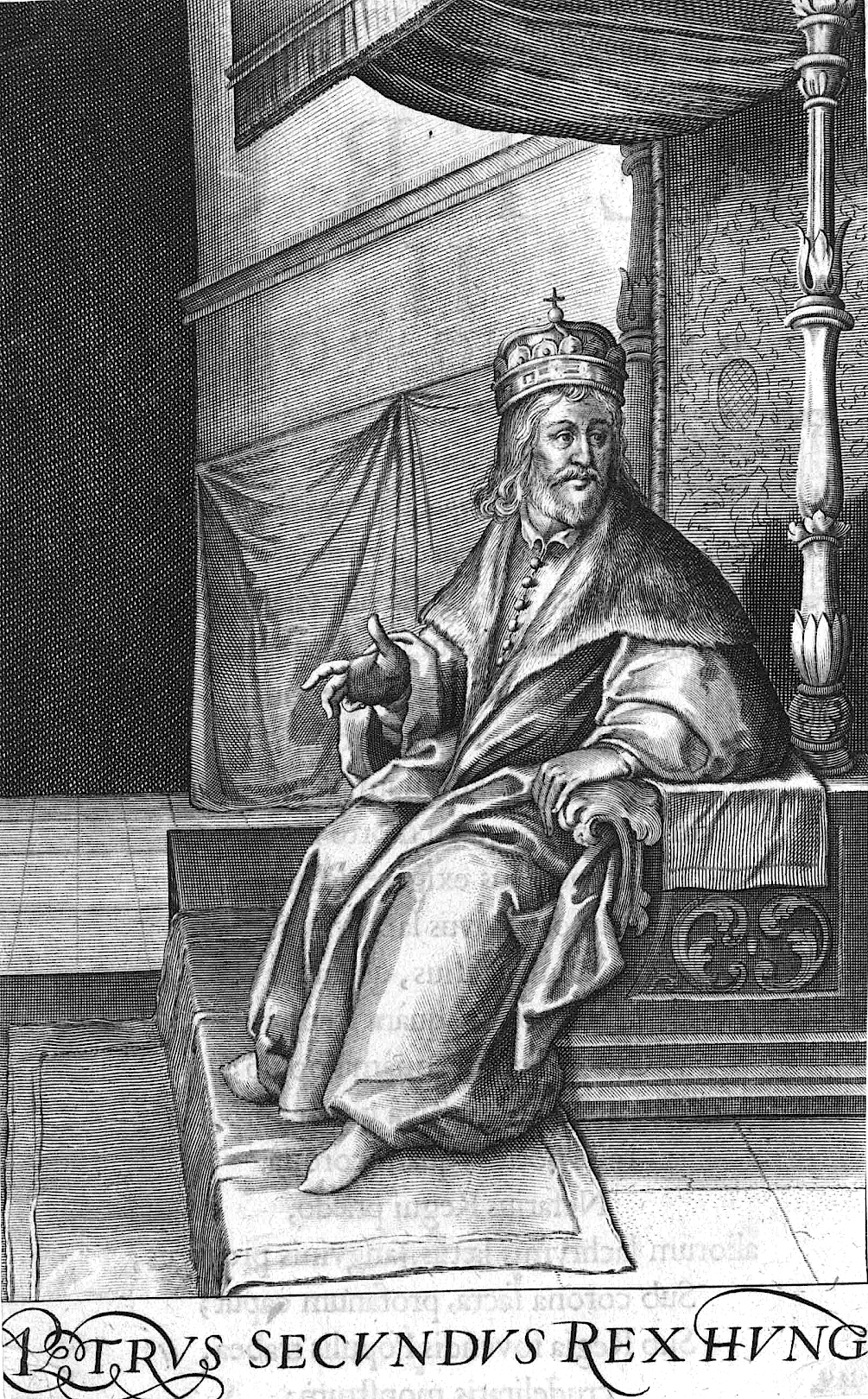
Péter király, 17. századi metszet
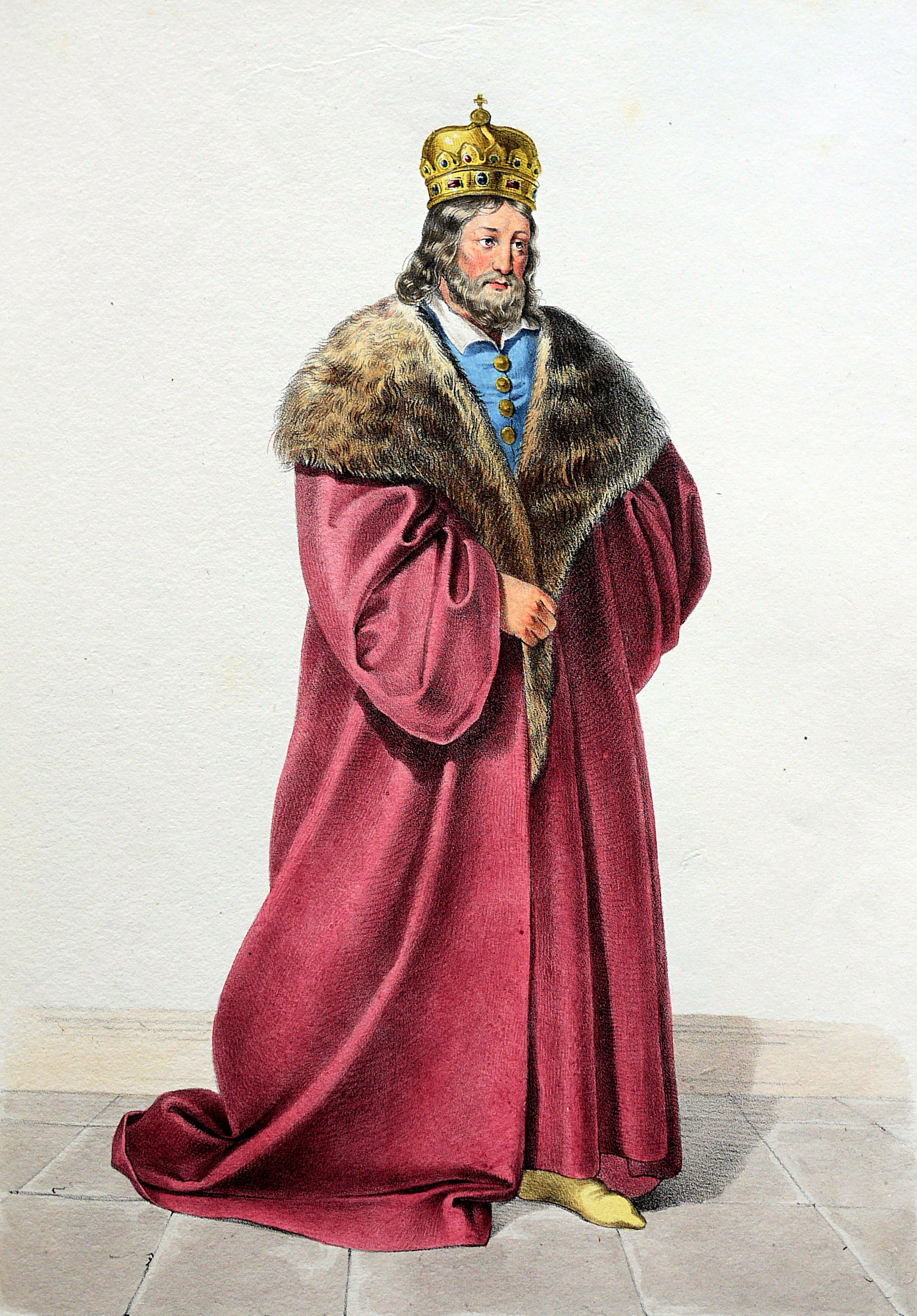
Moritz von Schwind festménye a királyról
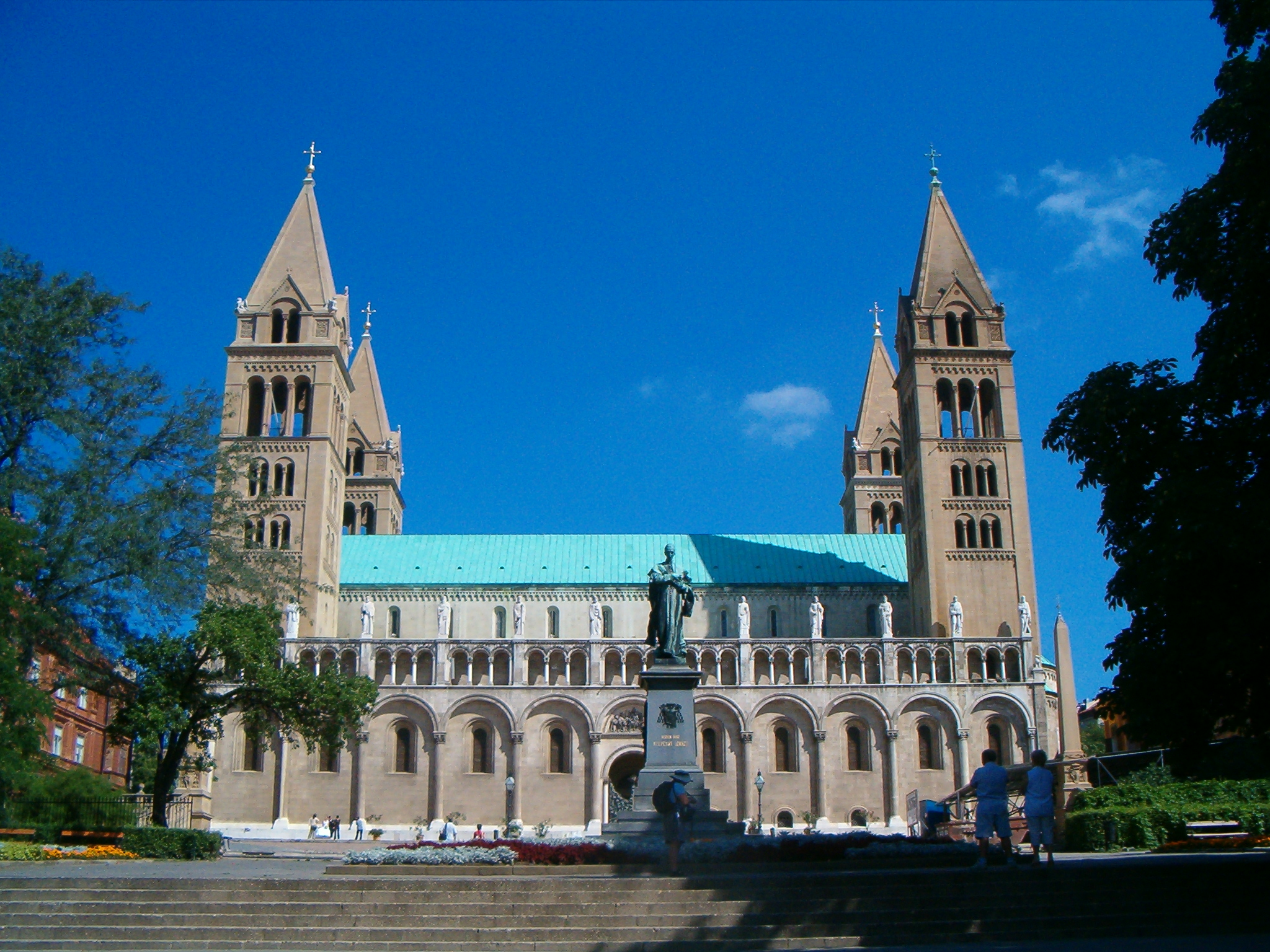
Péter nyughelye, a pécsi székesegyház